# Rain in Ibiza
Rain in Ibiza (englisch für „Regen auf Ibiza“) ist ein Lied des deutschen DJs Felix Jaehn und des DJ-Duos The Stickmen Project, in Zusammenarbeit mit dem britischen Popsänger Calum Scott.

## Entstehung und Artwork
Geschrieben wurde Rain in Ibiza unter anderem von den beteiligten Interpreten Felix Jaehn und Calum Scott sowie den Koautoren Daniel Deimann, Felix Ferdinand, Jon Maguire, Zak F. Ron und dem Produzententeam Junkx (bestehend aus: Dennis Bierbrodt, Stefan Dabruck, Jürgen Dohr und Guido Kramer). Die Produktion erfolgte durch die Zusammenarbeit von Jaehn, Junkx, Maguire und den zwei Mitgliedern vom Stickmen Project, zur Unterstützung stand ihnen Franklin als Koproduzent zur Seite. Mit Ausnahme von Scott und The Stickmen Project waren alle Autoren und Produzenten auch für das Einspielen der Instrumente (Keyboard und Synthesizer) sowie die Programmierung zuständig. Das Mastering erfolgte durch die Brüder Dirk- und Marco Duderstadt, unter anderem Gründer des deutschen Musikprojektes Fragma. Junkx zeichnete darüber hinaus für die Abmischung zuständig.
Auf dem Frontcover der Single ist – neben Künstlernamen und Liedtitel – ein Regenschauer und der Umriss der balearischen Insel Ibiza zu sehen. Das Artwork ist neonfarben in Blau- und Pinktönen gehalten.

## Veröffentlichung und Promotion
Die Erstveröffentlichung von Rain in Ibiza erfolgte als digitale Single zum Download und Streaming am 25. Februar 2022. Sie erschien als Einzeltrack unter dem Musiklabel Virgin Records und wurde durch Universal Music Publishing vertrieben. Verlegt wurde das Lied durch BMG Gold Songs und Junkx Edition.
Den ersten Hinweis zur Veröffentlichung von Rain in Ibiza gab Jaehn selbst am 17. Februar 2022, als er auf seinen sozialen Medien die Nachricht: „Recharged and ready to share something new with all of you…“ (englisch für „Aufgeladen und bereit, etwas Neues mit euch zu teilen“) absetzte. Am 21. Februar 2022 bestätigten Scott und das Stickmen Project auf ihren Kanälen die Singleveröffentlichung für den 25. Februar 2022.

## Hintergrund
Während das Stickmen Project hierbei erstmals mit Felix Jaehn oder Calum Scott zusammenarbeitete, ist es für die beiden letztgenannten bereits die zweite Kollaboration, die als Single erschien. Im Jahr 2019 nahmen Jaehn und Scott das Lied Love on Myself auf und veröffentlichten es am 28. Juni 2019 als Single. Das Stück über „Selbstakzeptanz“ und „Selbstliebe“ platzierte sich zehn Wochen in den deutschen Singlecharts und erreichte mit Rang 58 seine beste Chartnotierung.
Die Zusammenarbeit zwischen den drei Künstlern entstand zufällig. Scott habe mit dem Produzenten Maguire zusammen an seinem zweiten Studioalbum gearbeitet, als dieser Calum einen Titel vom Stickmen Project zeigte. Der Sänger sei so angetan gewesen, dass er diesen direkt eingesungen habe. Da Calum „unbedingt“ erneut mit Jaehn arbeiten wollte, wurde dieser mit in die Produktion einbezogen.

## Inhalt
Der Liedtext zu Rain in Ibiza ist – mit der Ausnahme der spanischsprachigen Zeile „Por favor, señorita.“ (spanisch für „Bitte, Fräulein.“) – in englischer Sprache verfasst. Der Musiktitel bedeutet ins Deutsche übersetzt so viel wie „Regen auf Ibiza“. Die Musik und der Text wurden gemeinsam von Daniel Deimann, Felix Ferdinand, Felix Jaehn, Junkx, Jon Maguire, Zak F. Ron und Calum Scott geschrieben beziehungsweise komponiert. Musikalisch bewegt sich das Lied im Bereich der elektronischen Tanzmusik, stilistisch im Bereich des House. Das Tempo beträgt 124 Schläge pro Minute. Die Tonart ist G-Dur. Inhaltlich handelt es sich um das Zusammentreffen beziehungsweise Kennenlernen zweier Personen, bei der sich eine Person beeindruckt des anderen gegenüber zeigt und die Person gegenüber als „seltenes Geschöpf“ („rarest of creatures“) bezeichnet, so selten wie „Regen auf Ibiza“ („rain in Ibiza“).
Aufgebaut ist das Lied auf einer Strophe und einem Refrain. Es beginnt zunächst mit dem Refrain, der mit dem sogenannten „Post-Chorus“ ausklingt. Der Post-Chorus besteht dabei aus Teilen des eigentlichen Refrains. Auf den ersten Refrain folgt schließlich die vierzeilige Strophe, in der es darum geht, dass die Person sich gerne woanders treffen („let’s go to a place, go anywhere, don’t wanna stay“) und sich besser kennenlernen würde („I wanna get to know you“). Des Weiteren spricht die Person davon, wie nahe und vertraut sich alles anfühle („never felt so close […] and yet so familiar“), obwohl man sich sehr verschieden sei („we’re so different“). Nach der Strophe setzt erneut der Refrain mit dem Post-Chorus ein, womit das Lied auch endet. Der Hauptgesang des Liedes stammt von Calum Scott, Felix Jaehn und das Stickmen Project wirken lediglich als Produzenten beziehungsweise Studiomusiker an dem Stück mit.
| „So what’s your name? Nice to meet you. Por favor, señorita. You’re the rarest of creatures. Like the rain in Ibiza (in Ibiza).“ – Refrain, Originalauszug | „Also, wie ist dein Name? Schön dich kennenzulernen. Bitte, Fräulein. Du bist das seltenste Geschöpf. Wie der Regen auf Ibiza (auf Ibiza).“ – Refrain, Übersetzung |

## Musikvideo
Das Musikvideo zu Rain in Ibiza feierte seine Premiere auf YouTube am 3. Mai 2022. Zuvor veröffentlichte Jaehn vorab einen Visualizer am 25. Februar 2022. Im Musikvideo sind überwiegend verschiedene Nachtklub- und Partyszenen zu sehen. Die Gesamtlänge des Videos beträgt 2:24 Minuten. Regie führte der belgische Filmemacher Felix Van Groeningen. Bis Juli 2023 zählte das Musikvideo über 1,8 Millionen Aufrufe bei YouTube.

## Mitwirkende
| Liedproduktion - Daniel Deimann: Keyboard, Komponist, Liedtexter, Programmierung, Synthesizer - Dirk Duderstadt: Mastering - Marco Duderstadt: Mastering - Felix Ferdinand: Keyboard, Komponist, Liedtexter, Programmierung, Synthesizer - Franklin: Keyboard, Koproduzent, Programmierung, Synthesizer - Felix Jaehn: Keyboard, Komponist, Liedtexter, Musikproduzent, Programmierung, Synthesizer - Junkx: Abmischung, Keyboard, Komponist, Liedtexter, Musikproduzent, Programmierung, Synthesizer - Jon Maguire: Keyboard, Komponist, Liedtexter, Musikproduzent, Programmierung, Synthesizer - Zak F. Ron: Keyboard, Komponist, Liedtexter, Programmierung, Synthesizer - Calum Scott: Gesang, Komponist, Liedtexter - The Stickmen Project: Musikproduzent | Musikvideo - Tom Bailey: Filmproduzent - Charlotte Favre: Filmproduzent - Alberte Gautot: Filmproduzent - Felix Van Groeningen: Regisseur Unternehmen - BMG Gold Songs: Verlag - Junkx Edition: Verlag - Universal Music Publishing: Vertrieb - Virgin Records: Musiklabel |

## Rezeption

### Rezensionen
Veronika Vielrose von 1 Live beschrieb Rain in Ibiza als „treibenden“ House-Titel, der der „luftig-leichte Summer-Vibes“ verbreitet. Das Lied sei alles andere als regnerisch, es sei sonnig, treibend und „housig“ und mache „absolut“ Lust auf ein entspanntes, ausgelassenes Open-Air am Strand.
Kevin R. Emmers vom Frontstage Magazin ist der Meinung, dass das Lied „sofort“ mit Scotts „fesselnder“ einsetze, gefolgt von einer immer weiter steigenden Spannung und einem kräftigen „Bass-Drop“. Die „treibende“ Produktion sei perfekt gepaart mit einem „eingängigen“ Beat, einem „4-to-the-floor-Rhythmus“ und einer „einnehmenden“ Atmosphäre. Vom Anfang bis Ende habe das Stück einen „hymnischen“ Klang, der den Hörer in einem „betörenden“ Zustand zurücklasse und Lust auf mehr mache. Alles in allem sei Rain in Ibiza ein erstklassiger „Partytrack“, um das neue Jahr einzuläuten und eine hervorragende Ergänzung zu den „florierenden Back-Katalogen“ aller drei Künstler.

### Charts und Chartplatzierungen
Rain in Ibiza verfehlte zunächst den Einstieg in die offiziellen deutschen Singlecharts, konnte sich jedoch in der ersten Verkaufswoche auf Rang sechs der Single-Trendcharts platzieren. In den Folgewochen platzierte sich das Lied regelmäßig in den Trendcharts und erreichte am 6. Mai 2022 die Chartspitze, womit der Einstieg in die Single Top 100 nur knapp verfehlt wurde. In der Chartwoche vom 13. Mai 2022 gelang schließlich der Sprung auf Rang 74 der deutschen Singlecharts. Die Single konnte sich 19 Wochen in den Top 100 platzieren und erreichte am 8. Juli 2022 mit Rang 28 seine beste Chartnotierung. Darüber hinaus erreichte Rain in Ibiza Rang sechs der Dancecharts, Rang zehn der Airplaycharts, Rang zwölf der Downloadcharts und Rang 32 der Streamingcharts. 2022 belegte das Lied Rang 93 der deutschen Single-Jahrescharts sowie Rang 74 der Airplay-Jahrescharts.
Felix Jeahn erreichte mit Rain in Ibiza, inklusive des Charterfolgs mit seinem Musikprojekt Eff, zum 22. Mal die deutschen Singlecharts als Interpret sowie zum 21. Mal als Produzent und zum 19. Mal als Autor. Für Calum Scott als Interpret ist dies nach Dancing on My Own, Love on Myself und Where Are You Now der vierte Charterfolg in Deutschland. In seiner Autorentätigkeit erreichte er erstmals die deutschen Charts.
Das Produzentenquartett Junkx platzierte mit Rain in Ibiza die 28. Produktion sowie die 25. Autorenbeteiligung in den deutschen Singlecharts. Für Deimann stellt dies den zehnten Autorenerfolg in den Singlecharts in Deutschland dar. Das Stickmen Project, Felix Ferdinand, Jon Maguire und Zak F. Ron erreichten in allen Funktionen erstmals die deutschen Singlecharts.
| ChartsChartplatzierungen | Höchstplatzierung | Wochen |
| ------------------------ | ----------------- | ------ |
| Deutschland (GfK)        | 28 (19 Wo.)       | 19     |

| ChartsJahrescharts (2022) | Platzierung |
| ------------------------- | ----------- |
| Deutschland (GfK)         | 93          |

### Auszeichnungen für Musikverkäufe
Am 7. September 2022 erhielt Rain in Ibiza eine Goldene Schallplatte für über 25.000 verkaufte Einheiten in Polen. Im Juni 2023 folgten Goldauszeichnung in Deutschland und Österreich. Somit erhielt Rain in Ibiza europaweit drei Goldene Schallplatten für über 240.000 verkaufte Einheiten.

| Land/Region        | Auszeichnungen für Musikverkäufe (Land/Region, Auszeichnung, Verkäufe) | Verkäufe |
| ------------------ | ---------------------------------------------------------------------- | -------- |
| Deutschland (BVMI) | Gold                                                                   | 200.000  |
| Polen (ZPAV)       | Gold                                                                   | 25.000   |
| Österreich (IFPI)  | Gold                                                                   | 15.000   |
| Insgesamt          | 3× Gold ·                                                              | 240.000  |